# مهمان‌نامه بخارا
مهمان نامه بخارا یا سفرنامه بخارا، کتابی است تألیف فقیه و ادیب قرن دهم،  فضل بن روزبهان خنجی  درباره دوران سلطنت سلطان محمد شیبان و نیز شرح تاریخ و جغرافیای سرزمین خوارزم   که فضل الله بن روزبهان این کتاب را در بخارا شروع به تألیف کرد و قریب یک جزء آنرا در آنجا نوشت و سپس در ربیع الآخر سنه 914 در هرات دنباله کار خود را گرفت و عصر جمعه بیست و سوم جمادی الاولی سنه 915 کتاب را تمام کرد. 